# ماكس ماير
ماكس ماير (بالألمانية: Max Meyer)‏؛ مواليد 18 سبتمبر 1995 في أوبرهاوزن، ألمانيا، هو لاعب كرة قدم ألماني يلعب لنادي كريستال بالاس ومنتخب ألمانيا لكرة القدم فئة الشباب كلاعب وسط.

## روابط خارجية
- ماكس ماير على موقع الاتحاد الأوربي (الإنجليزية)
- ماكس ماير على موقع قاعدة بيانات كرة القدم.إي يو (الإنجليزية)
- ماكس ماير على موقع بيانات كرة القدم. دي إي (الألمانية)
- ماكس ماير على موقع ناشيونال فوتبول تيمز (الإنجليزية)
- ماكس ماير على موقع Soccerbase.com (لاعب) (الإنجليزية)
- ماكس ماير على موقع Soccerway.com (الإنجليزية)
- ماكس ماير على موقع عالم كرة القدم.نت (الإنجليزية)
- ماكس ماير على موقع اللجنة الأولمبية الدولية (الإنجليزية)
- ماكس ماير على موقع أوليمبيديا (الإنجليزية)
- ماكس ماير على موقع اللجنة الأولمبية الألمانية (الألمانية)